# New Castle (Nou Hampshire)
New Castle és una població dels Estats Units a l'estat de Nou Hampshire. Segons el cens del 2007 tenia 1.026 habitants.

## Demografia
Segons el cens del 2000, New Castle tenia 1.010 habitants, 443 habitatges, i 314 famílies. La densitat de població era de 469,8 habitants per km².
Dels 443 habitatges en un 22,1% hi vivien nens de menys de 18 anys, en un 61,6% hi vivien parelles casades, en un 5% dones solteres, i en un 29,1% no eren unitats familiars. En el 23,9% dels habitatges hi vivien persones soles l'11,5% de les quals corresponia a persones de 65 anys o més que vivien soles. El nombre mitjà de persones vivint en cada habitatge era de 2,26 i el nombre mitjà de persones que vivien en cada família era de 2,65.
Per edats la població es repartia de la següent manera: un 17,8% tenia menys de 18 anys, un 3,4% entre 18 i 24, un 20,8% entre 25 i 44, un 34% de 45 a 60 i un 24,1% 65 anys o més.
L'edat mediana era de 50 anys. Per cada 100 dones de 18 o més anys hi havia 97,1 homes.
La renda mediana per habitatge era de 83.708$ i la renda mediana per família de 93.290$. Els homes tenien una renda mediana de 57.375$ mentre que les dones 35.568$. La renda per capita de la població era de 67.695$. Cap de les famílies i el 0,6% de la població estaven per davall del llindar de pobresa.